# Балчик
 Тази статия е за града в България.  За общината вижте Балчик (община).  
Балчѝк е крайбрежен град в североизточна България, административен център на община Балчик в област Добрич. Според данни на ГРАО към 15 септември 2023 г. Балчик има 12 337 жители по настоящ адрес и 13 137 жители по постоянен адрес, с което е петият по големина град на българското Черноморие след Варна, Бургас, Несебър и Поморие.
Разположен е в средните части на северното българско Черноморие, в близост до курортния комплекс Албена. Значими забележителности в Балчик са архитектурно-парковият комплекс „Балчишки дворец“, състоящ се от комплекс вили, изграден в периода 1924 – 1934 година като лятна резиденция на румънската кралица Мария Единбургска в най-южната точка на присъединените към Румъния земи и създадената през 1955 година от академик Даки Йорданов Ботаническа градина, простираща се днес на площ от 194 дка. На 5,5 km източно от центъра на града е езерото Балчишка солница с калолечебния център „Тузлата“.

## География
Намира се на стръмен черноморски бряг със силно пресечен терен, което разкрива разнообразни панорами към морето. Близо са курортите Албена (12,5 km), Кранево (14 km) и Златни пясъци (22 km). Разстоянието до град Варна е 40 km, до Добрич – 37 km и до Каварна – 19 km. Релефът е преобладаващо планински и хълмист, а в северната част на града – равнинен. Геоложката основа е от бял варовик. Градът е с южно изложение, закътан в залива и няма силно морско вълнение.
- Изглед от залива
- Улица „Черно море“

### Климат
| Климатични данни за Балчик                                                                                         | Климатични данни за Балчик | Климатични данни за Балчик | Климатични данни за Балчик | Климатични данни за Балчик | Климатични данни за Балчик | Климатични данни за Балчик | Климатични данни за Балчик | Климатични данни за Балчик | Климатични данни за Балчик | Климатични данни за Балчик | Климатични данни за Балчик | Климатични данни за Балчик | Климатични данни за Балчик |
| Месеци | яну.                       | фев.                       | март                       | апр.                       | май                        | юни                        | юли                        | авг.                       | сеп.                       | окт.                       | ное.                       | дек.                       | Годишно                    |
| Средни температури (°C)                                                                                            | 0,6                        | 2,0                        | 4,5                        | 9,8                        | 15,3                       | 19,7                       | 22,2                       | 22,3                       | 18,6                       | 13,2                       | 8,8                        | 4,2                        | 11,8                       |
| Средни месечни валежи (mm)                                                                                         | 35                         | 35                         | 28                         | 33                         | 39                         | 44                         | 32                         | 33                         | 21                         | 38                         | 50                         | 39                         | 423                        |
| --- | -------------------------- | -------------------------- | -------------------------- | -------------------------- | -------------------------- | -------------------------- | -------------------------- | -------------------------- | -------------------------- | -------------------------- | -------------------------- | -------------------------- | -------------------------- |
| Източник: Пенин, Румен. Природна география на България. София, Булвест 2000, 2007. ISBN 978-954-18-0546-6. с. 227. |                            |                            |                            |                            |                            |                            |                            |                            |                            |                            |                            |                            |                            |

## Население
Долната таблица показва изменението на населението на града в периода след Втората световна война (1946 – 2021 г.):
| Балчик                                       | Балчик | Балчик | Балчик | Балчик | Балчик | Балчик | Балчик | Балчик | Балчик | Балчик | Балчик | Балчик | Балчик | Балчик |
| -------------------------------------------- | ------ | ------ | ------ | ------ | ------ | ------ | ------ | ------ | ------ | ------ | ------ | ------ | ------ | ------ |
| година                                       | 1946   | 1956   | 1965   | 1975   | 1985   | 1992   | 2001   | 2005   | 2007   | 2009   | 2011   | 2015   | 2021   |        |
| население                                    | 6131   | 8006   | 8711   | 11062  | 12752  | 12235  | 12448  | 12291  | 12270  | 12196  | 11610  | 11544  | 9310   |        |
| Източници: Национален статистически институт |        |        |        |        |        |        |        |        |        |        |        |        |        |        |

Напоследък тук са се заселили немалко англичани, ирландци, руснаци и други чужденци. Американец и англичанин дори са се изявявали като певци в местния градски хор, а на изборите през 2011 г. участва англичанин като кандидат за общински съветник. За цигани са се определили 12,3 %, а като турци 16,2 %, но реално в града има само няколко семейства от турски произход, а останалите са турчеещи се роми. Тук също живеят татари, гагаузи, украинци и други етноси.

### Етнически състав

#### Преброяване на населението през 2011 г.
Численост и дял на етническите групи според преброяването на населението през 2011 г.:
|                     | Численост | Дял (в %) |
| Общо                | 11 610    | 100,00    |
| Българи             | 7916      | 68,18     |
| Турци               | 1715      | 14,77     |
| Цигани              | 954       | 8,21      |
| Други               | 191       | 1,64      |
| Не се самоопределят | 79        | 0,68      |
| Неотговорили        | 755       | 6,50      |

## История

### Древност
Балчик е град с богата и разнообразна хилядолетна история, датираща от 5-то, 4-то и 3-то хилядолетие пр. н. е. – период, от който са открити артефакти в града. Според старогръцкия историк Херодот, този град е издигнат върху много по-древно селище, което датира отпреди 6-8 хилядолетия.  В района на града са открити следи от халколитно /4-3 хилядолетие преди новата ера/ и тракийско /1 хилядолетие преди новата ера/ селище.  Траките са първите заселници на земите, върху които е разположен днешният град. Открити са тракийски предмети на възраст над 2000 години (чаши, метални съдове, накити, оръжия).

### Античност
По време на гръцката колонизация на Черноморието милетски колонисти основават селището Круни (от гръцки: Κρουνοί) – името означава „извори“ (или „пролет“).  Според Херодот градът е основан по времето на мидийския цар Астиаг, царувал от 585 пр. н. е. до 550 пр. н. е. Следващото име, което градът носи, е Крунос. Известно време след това, в чест на тракийския бог на виното, възприет от гърците под името Дионис, селището е прекръстено от гражданите му на Дионисополис (град на бог Дионис). То е било в района на днешното рибарско пристанище. Според легенда през III-II век пр. н. е. морето изхвърлило на брега на града статуя на бог Дионис и от този момент в негова чест и заради откритата статуя градът бил преименуван от Крунос на Дионисополис. Името се оказва подходящо и заради богатството на лозя и вино в района. През 2007 година са разкрити основите на храм на Кибела от елинистичната епоха с множество статуи, фризове, фигурални композиции и украса.
След похода на Ситалк към 440 г. пр. н. е., селището става част от могъщото тракийско Одриско царство, включено в 46 г. сл. н. е. в Римската империя.
В Късната античност градът е преместен по-навътре от брега и римляните издигат нова голяма крепост. Градът се споменава като Дионисопол за последно през VI век във френски източници.  Крепостта е превзета от българите още с основаването на отсамдунавска България през 680 г., които я населяват по време на Първото българско царство.

### Средновековие
Прабългарско голямо селище, укрепено с валове, също има и в района на Авиобазата, където при разкопки на 23 юли 2004 г. в ранносредновековното селище са открити шест биритуални прабългарски гробове от края на VII в. Предполага се, че това е най-ранният средновековен двуобреден некропол от прабългарския период – от времето на хан Аспарух, по-стар и от некропола край Нови Пазар. Друго ранносредновековно българско селище със землено укрепление е имало на хълма „Ехото“ (Джени баир), при останките от стотина каменни строежа там. Идентифицирана е средновековната „агломерация“ Карвуна, концентрирана около българската крепост от времето на Второто Царство Карвуна и стратегическото ново селищно укрепление на най-високия хълм „Ехото“. Тя дълго е главен град на Добруджа, докато, малко след смъртта на болярина Балик в 1366 г., наследникът му Добротица не премества столицата си в Калиакра. В края на 14 век градът пада под османска власт. Съществуват няколко теории за името на „Балчик“. Първата че носи името на болярина Балик.  Втората теория е че името произлиза от турската дума “balçık”, в буквален превод кално място. 

## Османски период
Балчик преминава под османска власт през 1419 година и бързо се утвърдил като важен търговски и административен център в региона на Добруджа. Със своето стратегическо местоположение на Черно море, градът e ключова търговска спирка, свързваща различни части на Османската империя. Османците изградили редица важни архитектурни структури, които оставят своя отпечатък върху облика на Балчик и до днес.
През този период Балчик бил преустроен и биват построени нови обществени и религиозни сгради, които имали както културно, така и стратегическо значение за османската власт в региона. Една от най-значимите османски архитектурни забележителности е джамията “Султан Джамия”, построена в началото на 17-ти век. Тя била използвана не само за молитви, но и като културен и социален център за мюсюлманската общност. Джамията, с характерната си османска архитектура, остава основна религиозна институция за местните мюсюлмани и до днес.
Друг важен османски строеж е банята (хамам), която била важна част от османската градска инфраструктура. Балчик, като морски град, бил известен със своите термални извори, а баните били не само място за лична хигиена, но и за социализация и срещи между търговци и пътуващи от различни части на империята. 
Османците също така изградили пазари(кервансарай), където търговските дейности били основни двигатели на икономическото развитие и на града и стабилност на региона. Пазарите били жизненоважни за икономическата , като търговията със зърно, сол, тютюн и текстил са били основен икономически сектор. Те били не само търговски, но и социални пространства, където се срещали търговци от различни националности и култури.
По време на османската епоха, в града биват построени и крепости и наблюдателни кули, които играели важна роля за защитата на Балчик от нападения. Един от тези важни обекти е Балчишката крепост, разположена на хълм в близост до морето. Тя била стратегически изградена, за да осигури защита на пристанището и да контролира морските пътища. Крепостта съчетавала военни и търговски функции и била част от укрепителната мрежа на Османската империя в Черноморския регион.
През този период, съществуването на различни религиозни общности в Балчик води до културна интеграция, която оказва влияние върху архитектурния стил на сградите. Християнската общност запазила своите традиции и църкви, но и архитектурата на тези храмове понякога се адаптира към османските стилове, включително в декоративни елементи и строителни техники.
Религиозните сгради, като църквата “Св. Георги”, съществувала още през Османския период, илюстрират синтеза между османските и българските архитектурни стилове. Въпреки доминиращото влияние на исляма, християнските храмове били важен елемент от културния ландшафт на града.
Съществуването на различни религиозни и етнически групи в Балчик през османския период води до културна интеграция, като местната християнска и мюсюлманска общност съжителствали мирно, съхранявайки своите традиции и обичаи. Това взаимодействие влияело на социалния и икономическия живот в региона. Османците донесли нови икономически модели и административни структури, които довели до развитие на търговията, особено в морските продукти и земеделието.

### След Освобождението

#### В Княжество България
Балчик е освободен от османската власт през 1878 г. Няколко месеца преди това началникът на балчишката телеграфна станция Еранос Ераносян спасява Каварна от започналото там клане над българите, опожаряване и унищожение на града, заради което е убит на 22 (10) юли 1877 г. от нападналите съседния български град турци.  Веднага след това 80 души доброволци от Балчик и Силистра сформират конна чета (т. нар. „Драгунерия“), оглавена първо от каварненския първенец Андрей Василев – Амира, после от Бончо Павлов – Бунала и накрая от кап. Радович, която действа срещу поробителя, разузнава пред руските войски и подпомага казашките разезди. При боя на руснаците за Добрич прекъсва телеграфа с Варна, след което се отправя към самата Варна и разрушава жп линията при гара Гебедже (днес Белослав), с което съществено подпомага освободителите. Руските войски освобождават Балчик от османската власт на 22 януари 1878 г. През 1913 г. Балчик попада под румънско владение. През Междусъюзническата война Румъния нарушава подписания от нея само няколко месеца по-рано Петербургски протокол и напада в гръб България на 28 юни 1913 г. Добруджанската ѝ армия, възползвайки се от отсъствието на български войски, окупира напълно необезспокоявана българските държавни територии до линията Тутракан – Балчик. През август 1916 г. румънците отвличат и изпращат в концлагери в Молдова 57 градски първенци и много работници и каруцари от Балчик, дори деца на 12 години.
Hа 6 септември 1916 г. българската войска прави десант и Балчик е освободен. На 13 декември 1916 г. градът е атакуван и жестоко бомбардиран от руска ескадра, водена от 1 крайцер и 2 ескадрени миноносеца. Атаката е отблъсната и корабите са прогонени в морския бой при Балчик от защитаващите града български артилеристи от бреговата батарея „Света Троица“, командвани от кап. Георги Радков и подпомогнати от 3 хидроплана и българската подводница „Подводник № 18“.

#### В Кралство Румъния
През 1919 г. Балчик отново е върнат на Румъния. През периода 1913 – 1940 година румънските власти убиват 73-ма жители на града и над 900 от околните села, имената на които са записани на паметни плочи, поставени през 2005 г. в градината пред общината.
Според запазените писмени свидетелства към 1929 година селищата от вътрешността претърпяват чувствително стопанско развитие със завършването на железопътната линия Добрич – Черна вода. Крупните търговски центрове Балчик и Каварна губят значението си. Крайбрежието запустява, а градовете му намаляват стокооборота си наполовина, което сочи тенденция към превърщането им в летни курорти с малочислено население, разчитащо на сезонни приходи.
На 21 септември 1940 г. силите на военноморския ни флот, командвани от контраадмирал Асен Тошев, извършват десант и заемат града, Двореца, Каварна и ивицата на Добруджанското крайбрежие, които румънците не желаят да предадат на България, както е договорено от Цар Борис III в Крайовската спогодба (1940 г.), с което градът е освободен и българският суверенитет над Южна Добруджа е възстановен окончателно. В следващите месеци в Балчик и околните села са приети и се заселват хиляди българи, бежанци, депортирани от родните им български земи в Северна Добруджа.

### След 1944 година
След кооперирането през 1948 г. в Балчик е основано поделение на Районния кооперативен съюз във Варна.
- Средно политехническо училище „Христо Ботев“ в Балчик, ок. 1946 г.
- Турското училище, ок. 1946 г.
- Различни архитектурни стилове. 
В средата е Пощата

## Етимология
За етимологията на името Балчик съществуват няколко предположения: първото – от името на Балик, брата на деспот Добротица, виден български феодален владетел в Добруджа, чиято столица е бил и по чието име завоевателите го назовават, подобно названията, дадени от турците на град Кюстендил, (от името на деспот Константин), на Доспат (от Деспот Алексий Слав), на самата Добруджа (от името на деспота Добротица) и т.н. Разбира се, битуват и още версии за произхода на името на града: едната – от куманската дума „баликчик“ – „градче“ (според проф. Ив. Добрев), другата – от „балчук“ – турска дума, означаваща „калищата“ (предвид стичащите се бели кални потоци след всеки дъжд), от друга турска дума „балъкчък", която е умалително име, назоваващо място с богат улов на риба и четвъртата (според унгарския тюрколог Тамаш Секереш), че името може да идва и от тюркското „bal“ – пчелен мед и да означава „Медения град“.
Следва да се вземе под внимание, че сегашното название на града възниква едва след падане на България под турска власт. Най-вероятно името на града идва от турската дума „balçıк“, което се произнася „балчък“, и в превод означава глина. Такава се намира в околностите на града, особено в западната, ерозийна част. Глина се е добивала по някои от баирите, дори в рамките на самия град.

## Религии
В Балчик има 5 православни храма, 4 от които са действащи. Най-стара е църквата „Св. Николай Мирликийски“, която е построена към средата на XIX век и е първата българска църква в Балчик. В града има и една джамия, която е действаща.
- Църква „Св. Георги“
- Църква „Св. Петка Българска“ 
в кв. „Васил Левски“
- Църква „Св. Константин и Елена“

Преобладаващото вероизповедание в Балчик е православното християнство. Има и няколко протестантски църкви (баптистка, адвентистка и петдесятна).

## Политика
През февруари 2006 г. на посещение в Балчик идва премиерът, за да се запознае с възможностите и перспективите за развитие на черноморските градове. Официалното откриване на новата административна сграда в Балчик се извършва от президента на Република България по това време – Георги Първанов, на 24 май– празникът на града. През септември на посещение в Белия град е председателят на парламента Георги Пирински. За пръв път в историята на града се случва в една година той да бъде посетен от премиер, президент и председател на Народното събрание. През септември 2007 г. руската президентша Людмила Путина посещава града.

## Икономика
Градът развива основно туристическа дейност през летния сезон. Традиционните посетители са главно от Румъния, Русия, България, по-малко – от Чехия, Полша и скандинавските страни. Хотелиерството и ресторантьорството са основният източник на доходи за местното население. Сериозна пречка пред развитието на този отрасъл е липсата на достатъчна по площ пясъчна ивица.
Риболовът е типичен отрасъл. Яхтеното пристанище дава възможност за акостиране на 60 яхти. Развит е яхтеният туризъм, който предлага разнообразни пътешествия по северното Черноморие. Организират се пикници, риболов и къпане в морето, бой с пиратски кораби, романтични нощни круизи и пр.
В околностите на гр. Балчик са изградени и две игрища за голф, едното от които е проектирано от световноизвестния играч на голф Иън Уснам.

### Инфраструктура
През 2006 г. политиката на кметския екип в Белия град е насочена към развитие и изграждане на инфраструктурата на града. В края на 2006 г. се започва изграждането на пречиствателна станция, за която са осигурени 22 млн. евро по програма ИСПА. Пречиствателната станция е пусната в експлоатация през 2009 година.
На 1 юли 2009 е прерязана лентата и на брегоукрепителното съоръжение „Дамбата“, посредством което в морската си част Балчик се свързва с курорта Албена. Стойността на строителномонтажните работи е 4 200 000 евро. Освен брегоукрепително съоръжение, „Дамбата“ е и пешеходна алея, по която туристите могат да се разходят от Балчик до Албена по самия бряг или да карат велосипеди.
Планира се изграждане на парк „Ехо“.
- Фотография от 1930-те години. Каменният кръст на подпорната стена при вилата „Тихия кът“ и панорама към Балчишкия залив
- Вилата „Тихия кът“ през 2017 г. Каменният кръст до подпорната стена е запазен, но от морето е отвоювана плажна пясъчна ивица и широк път на брегоукрепителното съоръжение „Дамбата“
- Брегоукрепителното съоръжение „Дамбата“
- Плажът пред Двореца

## Забележителности и култура
Балчик е богат на исторически, архитектурни и културни забележителности: 
- Архитектурно-парковият ансамбъл, включващ два от Стоте национални туристически обекта на БТС: № 24 – Дворцовият комплекс, построен за лятна резиденция на румънската кралица Мария по време на румънското управление на Южна Добруджа (1919 – 1940 г.) и № 24а – Ботаническата градина, създадената тук от академик Даки Йорданов след освобождението на Южна Добруджа. Тези два обекта днес се управляват от две институции: Ботаническата градина – от Софийския университет, а сградите на Двореца – от Министерството на културата. Днес Ботнаническата градина разполага с най-богатата колекция кактуси и сукуленти на Балканите и в Източна Европа. Тя се простира на площ от 194 м² и е със статут на Защитена местност по ЗЗТ. През 2005 г. Университетската ботаническа градина отваря своята новоизградена част, предназначена специално за посещение от хора с увреждания. Тя е официално открита на 50-годишния юбилей. В парниците ѝ зреят лимони с големина на хандбална топка, както и много други екзотични плодове като банани, папая и др. В Дворцовия комплекс, с изключение на кралския апартамент, където е отворена изложбена експозиция, всеки срещу съответното заплащане има привилегията да отседне в апартаментите на принцовете и придворните и да вечеря в кралската трапезария. От тази възможност са се възползвали нееднократно Франсис Форд Копола и актьорският му екип, министри, българският президент, хора на изкуството. На 27 юли 2015 г. Ботаническата градина отбелязва 60-годишнината от своето създаване.
- Възрожденската църква „Св. Николай Мирликийски“, построена през 1848 г. и килийното училище в двора ѝ, както и старата фурна отсреща са ансамблов паметник на културата от национално значение.
- Храмът на Кибела, открит близо до пл. „Рибарски“ е археологически паметник на културата с наднационално значение.
- Средновековните крепостни стени на града, запазени в кв. „Васил Левски“, са археологически паметник от национално значение.
- Възрожденските каменни чешми, големите търговски каменни сгради и оцелелите тук-там традиционни възрожденски къщи също са забележителни произведения на българската архитектура.
- Паметник на падналите в битките за обединението на България във войните от 1912 – 1913, 1915 – 1918, 1941 – 1944 г. 61 балчиклии.
- Паметник на кап. Георги Радков и командваната от него лека брегова батарея, която в морския бой при Балчик на 13 декември 1916 г. побеждава и отблъсква тежката руска ескадра, бомбардираща и опитваща се да разруши напълно красивия български град по време на Първата световна война.
- Паметни плочи на родените или живели в Балчик македонски войводи Андон Калчев и Михаил Даев, на опълченците: Георги Попов, Никола Иванов, Никола Минков, на дома на опълченеца Георги Попов и на летеца изтребител Симеон Михайлов.
- Паметник на убитите от румънските окупатори по време на репресиите 1913 – 1940 г. 73-ма жители на града и над 900 от околните села.
- Паметник на Любен Каравелов, подарък на родния град от скулптора Борис Караджов (обучаван в Румъния от меценати и известен там с името Борис Караджа)
- Мемориалните чешми за възпоменание на моряците от Българския Беломорски флот и Черноморския флот, на отвоювалите от гръцките фанариоти църковните и просветни права на българите в града, на възрожденеца Кою Райчев и одесоския митрополит Йосиф българин от Сяр, издигната в градината на възрожденскшя храм „Св. Николай Мирликийски“.
- Мелницата на Анонимното индустриално дружество, символ на Балчик и сериозен брегови ориентир. Построена е през 1910 г., впоследствие разрушена при корабна бомбардировка по време на Първата световна война. Понастоящем в сградата се правят преустройства за превръщането ѝ в средище за културни мероприятия. [20]

Градът има сформирани непрофесионални театрална и танцова групи към читалище „Паисий Хилендарски“, женски и смесени хорове и групи на творците, архитектурен клуб и др. Негови гости са филмови звезди като Франсис Форд Копола (който дори снима свой филм тук), Оливър Стоун, София Лорен, Бен Крос, Сергей Астахов, експрезидента на 20th Century Fox и на Метро-Голдуин-Майер продуцент Санфорд (Санди) Либерсън, режисьорите Роман Полански, Кшищоф Зануси (който прави свой майсторски клас тук), Дейвид Флорес, селекционера на Американската филмова академия присъждаща наградата „Оскар“ Линда Олшевски и пр. Градът е домакин на международни филмови и концертни фестивали, художествени и архитектурни пленери и най-разнообразни културни събития.

### Музеи
Историческият музей на Балчик разполага с интересни находки, датиращи от преди няколко века, археологически разкопки.
В Балчик има: етнографски и възрожденски комплекс, художествена галерия, взаимно училище, три църкви и една джамия, които също са обект на интерес от страна на туристи.
Художествената галерия в Балчик е с над 40-годишна история, нейна основателка е Клара Петкова. Във фонда на галерията има произведения на Владимир Димитров - Майстора, излагани са творби на Салвадор Дали и други световни майстори.
Най-значимото събитие за град Балчик е откритият храм на богинята майка Кибела в центъра на града. Археолозите са открили осем уникални статуи от бял мрамор на богинята майка и над 18 мраморни плочи с напълно запазени надписи на старогръцки.

### Културни мероприятия и фестивали
Град Балчик е център за много културни мероприятия. Ежегодно се провеждат множество фестивали. С традиции е детският фестивал „Усмивките на морето“. С тенденция да се превърнат в ежегодни фестивали са „Балфест“ – международен филмов фестивал за документални филми, и международният Филм форум.
Фестивал, който е затвърдил името си и се свързва с Балчик, е международният фестивал „Процес-пространство“. В зависимост от определената тема много от произведенията на фестивала се правят на място. Дългогодишен председател (1991-2019) е Димитър Грозданов, който е направил много дарения за Градската художествена галерия в Балчик.
Градът е известен с културните празници през месец септември, свързвани обикновено с имената на Иван Гранитски, Стефан Цанев и други. По същото време се провеждат и фестивалите на научната фантастика „Булгакон“ и „Златен Кан“. През месец септември се провежда Международният студентски филмов фестивал.
В 2005 година Балчик е домакин на нов детски фестивал „Хоро от перли“. През 2007 г. в началото на месец май е поставено началото на първия фотопленер „Балчик – древен и модерен“.
24 май е определен като празник на Балчик. На този ден в града има богата културно-развлекателна програма, както и богата търговска алея.

## Транспорт
В Балчик се използва автомобилен, воден и въздушен транспорт.

### Автотранспорт
Бившата автогара на Балчик е на главната улица „Черно Море“ № 41 и сега работи като офис през деня.  Обслужва 4 градски автобусни линии: 
- № 1 и 3: Площад Рибарски – Ново гробище и обратно по различни маршрути, целогодишно.
- № 2: Балчик – Тузла – Балчик от 15.6 до 15.9.
- Балчик – Двореца – Албена и обратно с лятно разписание 15.6 – 15.9 и зимно разписание 16.9 – 14.6.

Автогарата осигурява извънселищни превози до Варна, Добрич, Каварна, Шабла и обратно от преминаващи микробуси. 

### Воден транспорт
Пристанището е реконструирано и механизирано в сегашния си вид през 1968 – 1969 г. То обслужва Добруджа и част от област Варна. Използва се за крайбрежно пътническо корабоплаване и за товари – главно зърнени храни и животни. Изграден е вълнолом и яхтено пристанище. Неговата дейност е свързана с развитието на града и региона като курортен център на северното черноморие и обслужва яхти и малки туристически кораби. 
- Рибарският пристан
- Заливът с яхтеното пристанище
- Товарното пристанище

### Въздушен транспорт
Непосредствено до града се намира летище (1935 г.). През Втората световна война летището се използва за военни цели и от германската авиация срещу съветски цели, преди всичко подводници. Местоположението на летището (200 метра надморска височина и 400 метра от брега на морето) има своето особено военно-стратегическо значение. Не се използва активно, но съществуват планове за превръщането му в локално летище за туристи, предвид близостта му на само до града, но и до голф игрищата, Албена и другите околни курорти.

## Литературно творчество
Съвременни автори на Балчик: Петрушка Костова – автор на три прозаични книги, Диана Трифонова – поетеса-носител на национална награда за поезия. В Балчик е живял и работил поетът Йордан Кръчмаров. Днес на негово име съществува литературен клуб „Йордан Кръчмаров“. Стефан Цанев също твори тук.

## Побратимени градове
Град Балчик е подписал договор за побратимяване със словашкия град Стара Любовна, шведския Хагсфорс, а през май 2006 г. се очаква да се побратими и с полския град Чешин. Договорите, които се сключват, са за сътрудничество в областта на туризма.
На 9 октомври 2006 кметовете на Балчик и румънския град Бран подписват споразумение за побратимяване на двата града. В Бран се намира замъкът Бран (известен като „Двореца на Дракула“), зимен дворец на румънската кралица Мария, чиято лятната резиденция е в Балчик по време на румънската окупация 1913 – 1940 г.
- Армуталан, Турция
- Бран, Румъния
- Мангалия, Румъния
- Стара Любовна, Словакия
- Хагсфорс, Швеция
- Чешин, Полша

## Известни личности
С Балчик са тясно свързани имената на драмския войвода на ВМОРО Михаил Даев, на опълченеца Георги Попов, на водача на Охрана Андон Калчев и други. При обявяването на Балканската война през 1912 година Иван Д. Саракинов, Никола Иванов и Никола Минков от Балчик се записват доброволци в Македоно-одринското опълчение  и се сражават за освобождението на останалите под османска власт след 1878 г. българи. Във войните за национално обединение на България дават живота си 61 балчиклии, имената на които са записани на войнишкия паметник в центъра на града.
Родени в Балчик
- Михал Атанасов, македоно-одрински опълченец, 22-годишен, четата на Коста Христов Попето, четата на Никола Лефтеров, II и IV рота на X прилепска дружина, носител на орден „За храброст“ IV степен и „За военна заслуга“[27]
- Наум Атанасов (Анастасов) (1882 – 1913), македоно-одрински опълченец, четата на Никола Лефтеров, IV рота на X прилепска дружина, загинал в Междусъюзническата война на 29 юни 1913 г.[28]
- Наум Щерьов, български революционер от ВМОРО, четник на Михаил Чаков[29]
- Георги Попов (1853 – 1935), български опълченец
- Никола Иванов, български опълченец
- Никола Минков, български опълченец
- Михаил Даев (1881 – 1907), български революционер
- Симеон Михайлов, български летец изтребител, загинал в защитата на София от англо-американските бомбардировки
- Борис Караджов /Boris Caragea/ (1906 – 1982), румънски скулптор
- Веселин Ранков, български актьор, доцент
- Красимир Ранков, български артист
- Валентин Гутев, български математик, професор
- Орлин Мандов, почетен консул на Израел в България.

Живели в Балчик
- Андон Калчев, български военен и македонски революционер
- Дянко Марков, български офицер, народен представител
- Еранос Ераносян, началник на телеграфната станция в Балчик, загинал, спасявайки от клане и опожаряване българите в Каварна, 1877 г.
- Ивайло Петров, български писател, живял в Балчик от 1978 г. до 2005 година.
- Иван Д. Саракинов, македоно-одрински опълченец, родом от Саракиново, Воденско, жител на Балчик, Инженерно-техническа част на МОО, I рота на I дебърска дружина, носител на кръст „За храброст“ IV степен[30]
- Константин Велчев, български икономист и финансист, предподавател в Икономическия университет – Варна

- Николай Урумов, български актьор
- Стефан Цанев, български писател и драматург

Починали в Балчик
- Константин Кисимов (1897 – 1965), български актьор

## Други
На Балчик е наречена улица в квартал „Лагера“ в София (Карта).

## Галерия
- Балчишка тузла – солено езеро с калолечение
- Параклис „Звездата на Мария“
- Тургут Реис джамия в площад рибарски